# Kleven Verft
Kleven Verft este o localitate din comuna Ulstein, provincia Møre og Romsdal, Norvegia.